# Empada
Empada és una vila i un sector de Guinea Bissau, situat a la regió de Quinara. Té una superfície 777 kilòmetres quadrats. En 2008 comptava amb una població de 17.086 habitants.